# Barychelus badius
Barychelus badius är en spindelart som beskrevs av Simon 1889. Barychelus badius ingår i släktet Barychelus och familjen Barychelidae.
Artens utbredningsområde är Nya Kaledonien. Inga underarter finns listade.